# Яхимович, Фёдор Алексеевич
Фёдор Алексеевич Яхимович (21 января 1887 — 14 января 1959) — доктор медицинских наук (1945), заслуженный деятель науки Белорусской ССР (1948).

## Биография
Родился в деревне Озероды (ныне Мядельском районе Минской области). После завершения учительской семинарии работал учителем в сельских школах.
В 1923 году окончил медицинский факультет Первого Московского университета. Ученик академика И. П. Разенкова и профессора Г. П. Сахарова. Ассистент кафедры нормальной анатомии. В 1929 году вернулся в Белоруссию. Ассистент кафедры патологической физиологии медицинского факультета БГУ, Минского медицинского института (1928-1936). Организатор и руководитель экспериментальной патофизиологической лаборатории Государственного института физиотерапии, ортопедни и неврологии (1934-1936).
В 1936 году был избран заведующим кафедры патологической физиологии Витебского государственного медицинского института.
С началом Великой Отечественной войны эвакуировался в Челябинск, где возглавил кафедру Киевского медицинского института. С 1943 года — заведующий кафедры патологической физиологии Минского государственного медицинского института. В 1945 году за оригинальное исследование нервного возбуждения Ф. А. Яхимовичу была присуждена научная степень доктора медицинских наук. В 1946 году стал профессором.
Ф. А. Яхимович разработал и укоренил в практике способ подкожного переливания крови, который нашел широкое применение в практике. Автор 30 научных работ. Подготовил 2 докторов и 9 кандидатов медицинских наук. Ученый секретарь совета института; депутат районного, городского Советов Минска.
Умер в Минске, похоронен на кладбище по Московскому шоссе.

## Награды и почётные звания
В 1948 году ему присуждено научное звание «Заслуженный деятель науки БССР».
За заслуги в научной и педагогической деятельности ученый награждён орденом Ленина и орденом «Знаком Почета».